# Vinculopsis
Vinculopsis är ett släkte av fjärilar. Vinculopsis ingår i familjen Crambidae.
Kladogram enligt Catalogue of Life:
| Vinculopsis | \| \| Vinculopsis epipaschia \| \| \| \| \| \| Vinculopsis venezuelensis \| \| \| \| |
|             | \| \| Vinculopsis epipaschia \| \| \| \| \| \| Vinculopsis venezuelensis \| \| \| \| |
|             | Vinculopsis epipaschia                                                               |
|             |                                                                                      |
|             | Vinculopsis venezuelensis                                                            |
|             |                                                                                      |